# Goga Bitadze
Goga Bitadze (Sagareyo, 20 de julio de 1999) es un baloncestista georgiano que pertenece a la plantilla de los Orlando Magic de la NBA. Con 2,08 metros de estatura, juega en la posición de pívot.

## Trayectoria deportiva

### Primeros años
Bitadze nació en Sagarejo, una ciudad al este de Georgia.Su padre era un jugador de baloncesto profesional cuya carrera se vio interrumpida por una lesión. Comenzó a jugar el juego cuando tenía 6 años, porque se veía a sí mismo como "activo y alto". El 31 de mayo de 2013, Bitadze anotó 17 puntos para ayudar a su equipo escolar, el Hyundai, a ganar el campeonato nacional sub-14 ante el Gori. En 2014–15, su última temporada con Hyundai jugando con el equipo Sub-16, Bitadze promedió 23,1 puntos, 16,6 rebotes, 4,5 asistencias y 3,8 tapones por partido. A lo largo de esa temporada, comenzó a entrenar con el equipo júnior del VITA Tbilisi.

### Profesional
A lo largo de la temporada 2015-16, debutó con el primer equipo del VITA Tbilisi en la VTB United League con solo 16 años, el jugador más joven en debutar en la liga. En seis partidos, Bitadze promedió 2,8 puntos, 1,7 rebotes y 0,7 tapones en 13,8 minutos por encuentro.
En 2 de diciembre de 2015 fichó por el KK Mega Bemax de la Liga de Serbia y ABA Liga, incorporándose al equipo júnior. Para la temporada 2016-17 fue cedido al también equipo serbio del KK Smederevo 1953. En 19 partidos promedió 10,6 puntos, 4,4 rebotes y 1,2 tapones.
El 20 de diciembre de 2018, Bitadze fue nuevamente cedido, en esta ocasión al equipo montenegrino del Budućnost, el cual compite en la liga de Montenegro, la ABA Liga y la Euroliga. Se unió al equipo hasta final de temporada. Con el Budućnost completó su temporada más exitosa, siendo elegido Mejor Jugador Joven de la Euroliga, MVP de la ABA Liga e incluido en el mejor quinteto de la competición.
En abril de 2019 se declaró elegible para el Draft de la NBA de 2019, siendo elegido en la decimoctava posición por los Indiana Pacers. En su primeros años alternó encuentros con el filial de la G League los Fort Wayne Mad Ants.
Durante su cuarto año en Indiana, el 9 de febrero de 2023 es cortado por los Pacers. El 13 de febrero firma por Orlando Magic.
En julio de 2024 acuerda una extensión de contrato con los Magic, por tres años y $25 millones.

### Selección nacional
En septiembre de 2022 disputó con el combinado absoluto georgiano el EuroBasket 2022, finalizando en vigesimoprimera posición. Previamente disputó el Eurobasket 2017.
Durante agosto y septiembre de 2023 fue integrante de la selección de Georgia que participó en el Mundial de 2023 celebrado en Asia, y que finalizó en decimosexto lugar.

## Estadísticas de su carrera

### Ligas domésticas
| Año     | Equipo         | Liga           | PJ | PT | MPP  | %TC  | %3P  | %TL  | RPP | APP | ROB | TPP | PPP  |
| ------- | -------------- | -------------- | -- | -- | ---- | ---- | ---- | ---- | --- | --- | --- | --- | ---- |
| 2015–16 | Vita Tbilisi   | VTB League     | 6  | 2  | 13.8 | .316 | .500 | .500 | 1.7 | .7  | .5  | .7  | 2.8  |
| 2016–17 | Smederevo      | Liga de Serbia | 19 | 8  | 19.0 | .621 | .357 | .622 | 4.4 | .7  | .4  | 1.2 | 10.6 |
| 2017–18 | Mega Basket    | ABA Liga       | 22 | 22 | 23.4 | .544 | .222 | .672 | 6.9 | 1.0 | .7  | 2.1 | 11.8 |
| 2017–18 | Mega Basket    | Liga de Serbia | 12 | 12 | 24.3 | .643 | .235 | .593 | 6.7 | 1.0 | 1.2 | 1.6 | 15.9 |
| 2018–19 | Mega Basket    | ABA Liga       | 11 | 11 | 28.4 | .645 | .417 | .684 | 7.9 | 1.2 | .6  | 2.5 | 20.2 |
| 2018–19 | Budućnost VOLI | ABA Liga       | 19 | 6  | 20.4 | .604 | .400 | .626 | 4.8 | .5  | .5  | 1.3 | 10.4 |
| Total   | Total          | Total          | 89 | 61 | 21.6 | .562 | .355 | .616 | 5.4 | .9  | .7  | 1.6 | 12.0 |

### Euroliga
| Año     | Equipo         | PJ | PT | MPP  | %TC  | %3P  | %TL  | RPP | APP | ROB | TPP | PPP  | Val. |
| ------- | -------------- | -- | -- | ---- | ---- | ---- | ---- | --- | --- | --- | --- | ---- | ---- |
| 2018–19 | Budućnost VOLI | 13 | 4  | 24.1 | .597 | .313 | .714 | 6.4 | 1.2 | .5  | 2.3 | 12.1 | 16.3 |
| Total   | Total          | 13 | 4  | 24.1 | .597 | .313 | .714 | 6.4 | 1.2 | .5  | 2.3 | 12.1 | 16.3 |

### Selección nacional
Fuente
| Año  | Competición                                | PJ | MPP  | %TC  | %3P  | %TL  | RPP | APP | ROB | TPP | PPP  |
| ---- | ------------------------------------------ | -- | ---- | ---- | ---- | ---- | --- | --- | --- | --- | ---- |
| 2019 | Clasificación para la Copa Mundial de 2019 | 10 | 22.0 | .455 | .238 | .612 | 5.9 | .9  | 1.1 | 1.6 | 11.5 |

### NBA

#### Temporada regular
| Año     | Equipo  | PJ  | PT | MPP  | %TC  | %3P  | %TL  | RPP | APP | ROB | TPP | PPP |
| ------- | ------- | --- | -- | ---- | ---- | ---- | ---- | --- | --- | --- | --- | --- |
| 2019-20 | Indiana | 54  | 2  | 8.7  | .467 | .190 | .727 | 2.0 | .4  | .2  | .7  | 3.2 |
| 2020-21 | Indiana | 45  | 3  | 12.5 | .428 | .253 | .738 | 3.3 | .8  | .2  | 1.3 | 5.1 |
| 2021-22 | Indiana | 50  | 16 | 14.6 | .520 | .288 | .681 | 3.5 | 1.1 | .4  | .8  | 7.0 |
| 2022-23 | Indiana | 21  | 0  | 9.6  | .519 | .286 | .458 | 2.3 | .9  | .4  | .5  | 3.3 |
| 2022-23 | Orlando | 17  | 1  | 15.0 | .575 | .167 | .667 | 5.2 | 1.2 | .4  | .9  | 5.8 |
| 2023-24 | Orlando | 62  | 33 | 15.4 | .603 | .143 | .655 | 4.6 | 1.3 | .5  | 1.2 | 5.0 |
| 2024-25 | Orlando | 70  | 42 | 20.4 | .611 | .107 | .639 | 6.6 | 2.0 | .7  | 1.4 | 7.2 |
| Total   | Total   | 319 | 97 | 14.4 | .541 | .230 | .662 | 4.1 | 1.2 | .4  | 1.1 | 5.4 |

#### Playoffs
| Año   | Equipo  | PJ | PT | MPP | %TC   | %3P | %TL | RPP | APP | ROB | TPP | PPP |
| ----- | ------- | -- | -- | --- | ----- | --- | --- | --- | --- | --- | --- | --- |
| 2024  | Orlando | 2  | 0  | 4.9 | .000  | —   | —   | 1.5 | 1.0 | .0  | .0  | .0  |
| 2025  | Orlando | 3  | 0  | 3.7 | 1.000 | —   | —   | 1.0 | .3  | .0  | .3  | .7  |
| Total | Total   | 5  | 0  | 4.9 | .333  | —   | —   | 1.2 | .6  | .0  | .2  | .4  |